# Hohenfinow
Hohenfinow (pol. hist. Winawa Górna) – gmina w Niemczech, w kraju związkowym Brandenburgia, w powiecie Barnim, wchodzi w skład Związku Gmin Britz-Chorin-Oderberg.
W latach 1375–1713 Hohenfinow było miastem.

## Osoby urodzone w Hohenfinow
- Theobald von Bethmann-Hollweg – kanclerz Cesarstwa Niemieckiego